# Finisher

Cody Rhodes esegue la propria finisher

Una finisher move, detta semplicemente finisher, è una mossa caratteristica che un lottatore di wrestling esegue, durante un match, con lo scopo di stordire o sfinire l'avversario prima di tentare lo schienamento o la sottomissione; solitamente la finisher è il preludio alla conclusione dell'incontro.
Nel wrestling moderno, ogni finisher si caratterizza per la spettacolarità, agilità o pericolosità contenute in essa, ma dimostra anche la possanza di chi ne usufruisce; di norma, i lottatori attribuiscono un nome specifico alla propria finisher in modo tale da renderla peculiare rispetto ad altre mosse simili.

## Categorie

### Mosse aeree
Queste mosse sono principalmente eseguite dai lottatori esili e di piccola statura, poiché, non avendo la forza o la possanza per eseguire le mosse di attacco, di costrizione o di sollevamento, sfruttano la loro agilità per competere con i lottatori più robusti.
In genere, queste mosse sono suddivise in tuffi (dive) e prevedono un salto effettuato partendo dalle corde del ring o dai suoi pali per buttarsi sopra l'avversario e cercare di sbatterlo a terra: come, ad esempio, un diving headbutt (che consiste nel saltare dal paletto all'angolo del ring e colpirlo mentre quest'ultimo giace a terra), un diving reverse crossbody (che prevede una giravolta del saltatore prima di cadergli sopra), oppure l'esecuzione di mosse che prevedono un balzo (sault) effettuato dallo stesso pavimento del ring per ricadere sull'avversario, come i moonsault (balzi della luna) che, a seconda del tipo di balzo, permettono al lottatore attaccante di colpirlo in un punto lecito qualsiasi del suo corpo.
Vi è, comunque, una grande varietà di lottatori più massicci che eseguono tecniche aeree e, a causa della pericolosità di queste manovre, vi sono anche federazioni che vietano, limitano o regolamentano questo tipo di mosse.

### Mosse di attacco
Le mosse di attacco consistono in movimenti offensivi e diretti come ad esempio i calci (kick), i manrovesci (backhand chop) od una corsa verso l'avversario per colpirlo (spear), ma anche i body slam (sollevamento e sbattuta a terra dell'avversario) e le facebuster (far cadere a terra di faccia l'avversario).
Spesso si tratta di mosse e manovre prese dalle arti marziali o da altri tipi di lotta per essere poi modificate e adattate a questo tipo di intrattenimento e anche, in alcuni casi, esistono lottatori di wrestling che provengono da sport di arti marziali o li praticano oltre che a combattere nelle federazioni di wrestling.

### Mosse di sottomissione
Sono dette finisher di costrizione quelle mosse utilizzate per bloccare l'avversario a terra e fargli subire del dolore o portarlo a svenire. Queste mosse possono essere anche intese come finisher dirette e non richiedere il successivo schienamento poiché possono dare la vittoria tramite la resa dell'avversario che giunge alla sottomissione. 

Una delle più comuni prevede, ad esempio, una stretta e successiva torsione delle gambe (Sharpshooter), mentre una più vicina alle arti marziali è, invece, la Kimura Lock (che prevede un blocco molto doloroso di un braccio) e una delle più sofisticate è, invece, la Mandible Claw, che consiste nell'infilare la propria mano nella bocca dell'avversario fino a soffocarlo e lasciandogli quindi la sola alternativa di battere il palmo della propria mano in terra in segno di resa.

### Mosse di sollevamento
Con il termine di lancio, si intende la traduzione di "throw" (che è l'esatto termine in lingua inglese usato nel wrestling), il quale è un'ovvia conseguenza del sollevamento dell'avversario. Poiché nella terminologia degli sport di lotta in lingua italiana è altresì facile trovare l'espressione di sollevamento, il titolo della traduzione di questa tipologia di finisher viene scritto con entrambe le parole. 

Va, inoltre, considerato che il wrestling non è un vero e proprio sport bensì uno spettacolo di intrattenimento basato sulla lotta e sull'illusione prima di comprendere che un vero e proprio lancio potrebbe ferire seriamente un lottatore, pertanto non viene mai effettuato un vero e proprio lancio (cosa a cui l'esatta traduzione letterale di throw potrebbe far pensare) bensì il suo accompagnamento a terra dopo il suo sollevamento.
Tra gli esempi di finisher di sollevamento, ci sono i suplex (sollevamento dell'avversario per farlo ricadere sulla schiena), i piledriver (sollevamento e capovolgimento prima di farlo ricadere sulla testa) e le powerbomb (sollevamento dell'avversario sulle proprie spalle per poi farlo cadere a terra).

### Mosse combinate
Le manovre di tag team o, più precisamente, double-team maneuvers (manovre doppie del team) possono essere eseguite in coppia dai due lottatori del tag team nel tempo che intercorre tra il tag e l'uscita dal ring del lottatore sostituito.
Spesso sono ricollegabili alle quattro tipologie sopra elencate e avere lo stesso nome a cui viene aggiunto l'aggettivo double (doppio), come, ad esempio, il double facebuster, il double suplex, oppure essere svolte in combinazione tra esse (come la powerbomb neckbreaker combination, in cui, dopo la powerbomb, avviene una neckbreaker), oppure ancora avere nel nome la parola aided (aiutato), come, ad esempio, in un aided piledriver.
Le difficoltà delle finisher realizzate da un tag team sono maggiori, poiché, oltre alla forza, abilità e agilità, è necessario il coordinamento tra i due lottatori: tuttavia, possono offrire il vantaggio di un doppio cambio tra l'esecuzione della finisher e la vincita del match, in quanto il lottatore non affaticato può prendere il cambio (tag), entrare sul ring per eseguire la sua finisher, effettuare un secondo tag con il compagno e difendere la possibilità di vincere, controllando che il secondo lottatore del team dell'avversario non intervenga e lasciare, così, al proprio compagno il compito di giungere al fall con uno schienamento o una sottomissione.